# 大島上町
大島上町（おおしまかみちょう）は、神奈川県川崎市川崎区の地名。丁目の設定がない単独町名。住居表示実施済区域。

## 地理
川崎区の西部に位置し、南東に鋼管通、南に田島町、南西に渡田東町、北西に渡田、北東に大島と接している。

### 地価
住宅地の地価は、2023年（令和5年）7月1日の神奈川県地価調査によれば、大島上町23-6の地点で30万1000円/m²となっている。

## 歴史

### 沿革
- 1970年（昭和45年）7月1日 - 住居表示の実施に伴い、大島町1丁目の一部を分離し、大島上町を新設。川崎市大島上町となる。
- 1972年（昭和47年）4月1日 - 川崎市が政令指定都市の制定に伴い、川崎区が新設。川崎市川崎区大島上町となる[5][7]。

## 世帯数と人口
2025年（令和7年）6月30日現在（川崎市発表）の世帯数と人口は以下の通りである。
| 町丁     | 世帯数    | 人口    |
| -------- | --------- | ------- |
| 大島上町 | 1,552世帯 | 2,640人 |

### 人口の変遷
国勢調査による人口の推移。
| 年                 | 人口  |
| ------------------ | ----- |
| 1995年（平成7年）  | 2,453 |
| 2000年（平成12年） | 2,213 |
| 2005年（平成17年） | 2,429 |
| 2010年（平成22年） | 2,629 |
| 2015年（平成27年） | 2,724 |
| 2020年（令和2年）  | 2,571 |

### 世帯数の変遷
国勢調査による世帯数の推移。
| 年                 | 世帯数 |
| ------------------ | ------ |
| 1995年（平成7年）  | 1,016  |
| 2000年（平成12年） | 957    |
| 2005年（平成17年） | 1,098  |
| 2010年（平成22年） | 1,271  |
| 2015年（平成27年） | 1,344  |
| 2020年（令和2年）  | 1,351  |

## 学区
市立小・中学校に通う場合、学区は以下の通りとなる（2025年1月時点）。
| 番・番地等 | 小学校             | 中学校             |
| ---------- | ------------------ | ------------------ |
| 全域       | 川崎市立田島小学校 | 川崎市立渡田中学校 |

## 事業所
2021年（令和3年）現在の経済センサス調査による事業所数と従業員数は以下の通りである。
| 町丁     | 事業所数 | 従業員数 |
| -------- | -------- | -------- |
| 大島上町 | 81事業所 | 481人    |

### 事業者数の変遷
経済センサスによる事業所数の推移。
| 年                 | 事業者数 |
| ------------------ | -------- |
| 2016年（平成28年） | 87       |
| 2021年（令和3年）  | 81       |

### 従業員数の変遷
経済センサスによる従業員数の推移。
| 年                 | 従業員数 |
| ------------------ | -------- |
| 2016年（平成28年） | 535      |
| 2021年（令和3年）  | 481      |

## 交通
- 神奈川県道101号扇町川崎停車場線

## 施設
- 川崎大島郵便局[18]

## その他

### 日本郵便
- 郵便番号:210-0836[3]（集配局：川崎港郵便局[19]）

### 警察
町内の警察の管轄区域は以下の通りである。
| 番・番地等 | 警察署     | 交番・駐在所 |
| ---------- | ---------- | ------------ |
| 全域       | 川崎警察署 | 大島町交番   |